# Schilbe multitaeniatus
Schilbe multitaeniatus is een straalvinnige vissensoort uit de familie van de glasmeervallen (Schilbeidae). De wetenschappelijke naam van de soort is voor het eerst geldig gepubliceerd in 1913 door Pellegrin.